# Borys Czonkow
Borys Czonkow (ur. 31 stycznia 1939 roku, zm. 26 lipca 2017 w Warnie) – bułgarski artysta fotograf, fotoreporter. Członek rzeczywisty i Artysta Fotoklubu Rzeczypospolitej Polskiej Stowarzyszenia Twórców(AFRP).

## Życiorys
W 1963 roku został absolwentem Politechniki Praskiej w Czechach. W latach 1980–1990 był związany z Trójmiastem, mieszkał w Gdańsku gdzie miał swoją pracownię. Pracował jako freelancer (był związany z prasą Wybrzeża – szczególnie z „Wieczorem Wybrzeża”) oraz w Stoczni Gdańskiej. Szczególne miejsce w twórczości Borysa Czonkowa zajmowała fotografia mody i fotografia aktu.
Jest autorem i współautorem wielu wystaw fotograficznych; indywidualnych i zbiorowych w Polsce i za granicą. Jest autorem publikacji w specjalistycznej (m.in.) polskiej prasie fotograficznej („Foto”, „Foto Kurier”).
W 1999 roku Borys Czonkow został przyjęty w poczet członków Fotoklubu Rzeczypospolitej Polskiej Stowarzyszenia Twórców. Decyzją Komisji Kwalifikacji Zawodowych Fotoklubu RP, otrzymał dyplom potwierdzający kwalifikacje do wykonywania zawodu artysty fotografa, fotografika (legitymacja nr 128). W 2011 roku za osiągnięcia na niwie fotografii został uhonorowany statuetką Toruńskiego Flisaka.
Mieszkał w Polsce – na Wybrzeżu i na Mazowszu. Na kilka lat przed śmiercią powrócił do Bułgarii, gdzie zmarł w wieku 77 lat, pochowany na Cmentarzu Centralnym w Warnie – 28 lipca 2017 roku.